# Chryzostom (Pitsis)
Chryzostom, imię świeckie Nikolaos Pitsis (ur. 1967 w Kos) – grecki duchowny prawosławny w jurysdykcji Patriarchatu Konstantynopola, od 2018 metropolita Simi i Kasos.

## Życiorys
8 kwietnia 1991 przyjął święcenia diakonatu, a 25 września 1995 prezbiteratu. W 2018 wybrany został na metropolitę wysp Simi i Kasos.